# Providence (rivier)
De Providence is een rivier in de Amerikaanse staat Rhode Island, die ontstaat door de samenloop van de rivieren de Woonasquatucket en de Moshassuck. De rivier stroomt langs de hoofdstad Providence en mondt vervolgens uit in de Narragansett Bay.
De rivier was bij Nederlandse kolonisten onder de naam 'Nassau Rivier' gekend en werd na de verkenning door Adriaen Block de noordoostelijke grens van de Nederlandse claims tussen 1614 en 1650 en daarmee de grens tussen het Engelse New England en het Nederlandse Nieuw-Nederland.
- Library of Congress Control Number: sh90005280
- National Archives and Records Administration: 10038836
- Nationale Bibliotheek van Israël: 987007539472405171
- Virtual International Authority File: 315131200
- WorldCat: E39PBJdMdWmvfB7p9mGRXPt9Xd